# Baltic Cup 2010
Der Baltic Cup 2010 war die insgesamt 43. Austragung des Turniers der Baltischen Länder seit der Erstaustragung im Jahr 1928. Das Turnier für Fußballnationalteams fand zwischen dem 18. und 20. Juni 2010 in Litauen statt. Ausgetragen wurden die Spiele im S.Dariaus-und-S.Girėno-Stadion in Kaunas. Die Litauische Fußballnationalmannschaft gewann den 17. Titel.

## Gesamtübersicht
| Pl. | Verein   | Sp. | S | U | N | Tore    | Diff. | Punkte |
| --- | -------- | --- | - | - | - | ------- | ----- | ------ |
| 1.  | Litauen  | 2   | 1 | 1 | 0 | 002:000 | +2    | 04     |
| 2.  | Lettland | 2   | 0 | 2 | 0 | 000:000 | ±0    | 02     |
| 3.  | Estland  | 2   | 0 | 1 | 1 | 000:200 | −2    | 01     |

|                         |   |          |     |
| 18. Juni 2010 in Kaunas |   |          |     |
| Litauen                 | – | Lettland | 0:0 |
| 19. Juni 2010 in Kaunas |   |          |     |
| Lettland                | – | Estland  | 0:0 |
| 20. Juni 2010 in Kaunas |   |          |     |
| Litauen                 | – | Estland  | 2:0 |

## Litauen gegen Lettland
| Litauen                                                  | Litauen | Lettland | Lettland |
| -------------------------------------------------------- | --- | --- | -------- |
| Litauen                                                  | \| 18. Juni 2010 in Kaunas (S.Dariaus-und-S.Girėno-Stadion) \| \| Ergebnis: 0:0 (0:0) \| \| Zuschauer: 1.000 \| \| Schiedsrichter: Hannes Kasik ( Estland) \| | \| 18. Juni 2010 in Kaunas (S.Dariaus-und-S.Girėno-Stadion) \| \| Ergebnis: 0:0 (0:0) \| \| Zuschauer: 1.000 \| \| Schiedsrichter: Hannes Kasik ( Estland) \| | Lettland |
| Litauen                                                  | Giedrius Arlauskis – Ramūnas Radavičius, Tadas Kijanskas, Ignas Dedura , Arūnas Klimavičius – Saulius Mikoliūnas, Kęstutis Ivaškevičius (70. Vitalijus Kavaliauskas), Dominykas Galkevičius, Mantas Savėnas (46. Vytautas Lukša), Deividas Česnauskis (62. Robertas Poškus) – Darvydas Šernas (72. Artūras Rimkevičius) Cheftrainer: Raimondas Žutautas | Aleksandrs Koliņko – Oskars Kļava, Vitālijs Astafjevs , Andrejs Perepļotkins (75. Deniss Rakeļs), Deniss Ivanovs – Ritus Krjauklis, Genādijs Soloņicins, Oļegs Malašenoks (64. Jurijs Žigajevs), Maksims Rafaļskis, Pāvels Mihadjuks – Kristaps Grebis Cheftrainer: Aleksandrs Starkovs | Lettland |
| Litauen                                                  | Radavičius, Savėnas, Mikoliūnas, Galkevičius | Kļava | Lettland |
| 18. Juni 2010 in Kaunas (S.Dariaus-und-S.Girėno-Stadion) | | |          |
| Ergebnis: 0:0 (0:0)                                      | | |          |
| Zuschauer: 1.000                                         | | |          |
| Schiedsrichter: Hannes Kasik ( Estland)                  | | |          |

## Lettland gegen Estland
| Lettland                                                 | Lettland | Estland | Estland |
| -------------------------------------------------------- | --- | --- | ------- |
| Lettland                                                 | \| 19. Juni 2012 in Kaunas (S.Dariaus-und-S.Girėno-Stadion) \| \| Ergebnis: 0:0 (0:0) \| \| Zuschauer: 300 \| \| Schiedsrichter: Gediminas Mažeika ( Litauen) \| | \| 19. Juni 2012 in Kaunas (S.Dariaus-und-S.Girėno-Stadion) \| \| Ergebnis: 0:0 (0:0) \| \| Zuschauer: 300 \| \| Schiedsrichter: Gediminas Mažeika ( Litauen) \| | Estland |
| Lettland                                                 | Aleksandrs Koliņko – Oskars Kļava, Pāvels Mihadjuks, Juris Laizāns (65. Artis Lazdiņš), Deniss Ivanovs – Ritus Krjauklis, Andrejs Perepļotkins (65. Artūrs Karašausks), Jurijs Žigajevs (90. Vitālijs Astafjevs), Deniss Rakeļs (56. Genādijs Soloņicins) – Maksims Rafaļskis, Kristaps Grebis Cheftrainer: Aleksandrs Starkovs | Artur Kotenko – Tihhon Šišov, Andrei Stepanov, Raio Piiroja , Dmitri Kruglov – Gert Kams (73. Sergei Mošnikov), Konstantin Vassiljev, Aleksandr Dmitrijev, Sander Post (65. Oliver Konsa) – Sander Puri (78. Eino Puri), Kaimar Saag (65. Alo Dupikov) Cheftrainer: Tarmo Rüütli | Estland |
| Lettland                                                 | Laizāns, Grebis, Soloņicins | | Estland |
| 19. Juni 2012 in Kaunas (S.Dariaus-und-S.Girėno-Stadion) | | |         |
| Ergebnis: 0:0 (0:0)                                      | | |         |
| Zuschauer: 300                                           | | |         |
| Schiedsrichter: Gediminas Mažeika ( Litauen)             | | |         |

## Litauen gegen Estland
| Litauen                                                  | Litauen | Estland | Estland |
| -------------------------------------------------------- | --- | --- | ------- |
| Litauen                                                  | \| 20. Juni 2010 in Kaunas (S.Dariaus-und-S.Girėno-Stadion) \| \| Ergebnis: 2:0 (1:0) \| \| Zuschauer: 600 \| \| Schiedsrichter: Andrejs Sipailo ( Lettland) \| | \| 20. Juni 2010 in Kaunas (S.Dariaus-und-S.Girėno-Stadion) \| \| Ergebnis: 2:0 (1:0) \| \| Zuschauer: 600 \| \| Schiedsrichter: Andrejs Sipailo ( Lettland) \| | Estland |
| Litauen                                                  | Paulius Grybauskas – Arūnas Klimavičius, Tadas Kijanskas, Ignas Dedura (64. Irmantas Zelmikas), Ramūnas Radavičius – Kęstutis Ivaškevičius, Dominykas Galkevičius (80. Andrius Arlauskas), Mantas Savėnas (81. Ričardas Beniušis), Vytautas Lukša (77. Vitalijus Kavaliauskas), Deividas Česnauskis – Darvydas Šernas (72. Artūras Rimkevičius) Cheftrainer: Raimondas Žutautas | Mihkel Aksalu (46. Pavel Londak) – Karl Palatu, Alo Bärengrub, Raio Piiroja , Taijo Teniste – Aleksandr Dmitrijev, Konstantin Vassiljev (67. Dmitri Kruglov), Sergei Mošnikov (58. Gert Kams) – Sander Post (68. Kaimar Saag), Alo Dupikov (58. Sander Puri), Oliver Konsa Cheftrainer: Tarmo Rüütli | Estland |
| Litauen                                                  | 1:0 Savėnas (31., Strafstoß) 2:0 Rimkevičius (90.+2') | | Estland |
| Litauen                                                  | Šernas | Aksalu | Estland |
| 20. Juni 2010 in Kaunas (S.Dariaus-und-S.Girėno-Stadion) | | |         |
| Ergebnis: 2:0 (1:0)                                      | | |         |
| Zuschauer: 600                                           | | |         |
| Schiedsrichter: Andrejs Sipailo ( Lettland)              | | |         |